# Great Snow of 1717
Great Snow of 1717 var ett antal snöstormar mellan 27 februari - 7 mars 1717 (gregorianska kalendern) som slog till mot New York-provinsen och New England med över 1,5 meter snö, och ännu högre drivor. Snö antas även ha fallit på andra håll, men på den tiden fanns inte mycket nybyggarbefolkning utanför New England. Händelsen anses vara en av de större stormarna i New England, ofta jämfört med Great Blizzard of 1888 vad gäller stränghet.

## Vintern 1716/1717
Vintern hade även innan snöstormarna slog till varit den värsta i mannaminne. Temperaturerna var inte de lägsta, men i december 1716, hade snödjupet redan uppmätts till 1,5 meter. I slutet av januari mätte snödrivorna på sina håll över 7 meter, och lamslog därmed New Englands befolkning.

### Fotnoter
1. ↑  The Big One! A Review of the March 12-14, 1993 "Storm of the Century" (PDF) Läst 3 februari 2009.
2. ↑  Perley, pg. 31